# WR 102ka
WR 102ka (2MASS J17461811-2901366, Звезда туманности Пион) — звезда класса Вольфа — Райе, голубой гипергигант спектрального класса
WN10 в созвездии Стрельца, удалённая от Земли на 26 тысяч световых лет. Звезда WR 102ka в 175 раз тяжелее и в 92 раза больше Солнца. Её светимость 3,2 млн раз больше светимости Солнца, что делает её претендентом на место самой яркой звезды в галактике Млечный Путь.
Гал.долгота 000,0002° 

Гал.широта −00.1745° 

Расстояние 26 000 св. лет